# Neve visual

Um exemplo animado de como seria o fenômeno

Neve Visual ou Visão Granulada, (ou ainda Visual Snow em inglês), é um fenômeno neurológico raro (desconhecido até mesmo para a maioria dos médicos). Dentre os sintomas, o principal é a visualização de imagens como estática de aparelho de TV – os populares “chuviscos” -, principalmente quando se olha para superfícies escuras ou ambientes com pouca luminosidade. Outro sintoma característico é a palinopsia, que consiste na visão do contorno de um objeto por algum tempo após se ter desviado o olhar do mesmo. 
A gravidade ou a densidade da "neve" difere de uma pessoa para outra; em algumas circunstâncias, pode inibir a vida diária de uma pessoa, tornando-se difícil ler, ver em detalhe e focar corretamente. Outros sintomas comuns são moscas volantes, flashes, auréolas, fosfenos e fenômeno de Scheerer.
As causas da Neve Visual ainda são desconhecidas. Existe atualmente uma pesquisa realizada sobre o distúrbio em San Francisco.

## Causas
Em maio de 2014, foram divulgados os resultados do primeiro estudo sobre neve visual. O estudo mostrou forte evidência, por ressonância magnética, de que o fenômeno ocorre devido a hipermetabolismo no gyrus lingual direito e cerebelo anterior esquerdo do cérebro. Os pesquisadores afirmaram que apontar as áreas do cérebro responsáveis pela neve visual (e suas anomalidades relacionadas) pode abrir a possibilidade de entender a anomalia e que testes de tratamento para aqueles que sofrem de neve visual seguirão.
A neve visual pode ocorrer em uma variedade de condições oftalmológicas que podem ser diagnosticadas pela presença de outros sintomas clínicos e experiências.
Neve visual persistente pode se apresentar como o resultado de complicações de enxaqueca chamadas de persistente aura sem infarto, geralmente conhecido como enxaqueca persistente aura. É importante entender que há várias sub-formas de enxaqueca onde dor de cabeça pode ser ausente e onde a enxaqueca pode manifestar com uma grande variedade de de sintomas neurológicos.
Uma condiçāo que as vezes produz neve visual é a neurite óptica (inflamação do nervo óptico), causada por esclerose múltipla. Ainda, uma variedade de doenças (ex.: doença de Lyme, doença auto-imune) ou eventos (ex.: desidratação, acidificação excessiva) foram culpadas pelas vítimas de neve visual em fóruns online de ajuda própria como causas da persistência da neve visual, mas nenhuma dessas afirmações foram comprovadas por estudo. Algumas pessoas não conseguem ancontrar nenhuma doença ou evento em suas vidas que podem ter levado a neve visual, afirmando que os sintomas apareceram do nada, ou sempre estiveram com eles. Outras afirmam que conseguem se beneficiar artisticamente por essa percepção.
A participação de alucinógenos na etiologia de neve visual não é completamente aparente ou óbvia.
Transtorno perceptivo persistente por alucinógenos (TPPA), uma condição causada pelo uso de drogas alucinógenas é as vezes relacionada a neve visual, mas tanto a conexão entre TPPA e neve visual quanto a etiologia e prevalência de TTPA são disputadas. A maioria da evidência para ambos é geralmente anedótica, e sujeita a crítica.

## Anormalidades perceptivas relacionadas
Aqueles que experienciam neve visual muitas vezes experienciam outras perturbações visuais como flashes, pós-imagens, corpos flutuantes, trajetos, e outros
. Experiências não visuais incluem tinido, depersonalização, fatiga, dificuldades em falar e disfunção cognitiva ("névoa cerebral"). Sequelas psiquiatricas secundárias como ansiedade, ataques de pânico ou depressão podem se desenvolver devido a falta de respostas ou ignorância sobre a condiçāo.

## Tratamento
Atualmente não há nem um tratamento estabelecido para neve visual, e várias vítimas afirmam que iriam resistir tratamento se disponível, pois consideram o sintoma completamente natural. Em TPPA, clonazepam foi recomendado como medicação para pacientes procurando ajuda médica. Além disso, abstinência de drogas é considerada de grande importância terapêutica em TPPA. Em aura persistente sem infarto, evidência sugere que acetazolamide pode ser o melhor remédio para pacientes com a forma repetitiva de aura e que valproato, lamotrigina ou topiramato podem ser as primeiras opções para pacientes com a forma contínua. Quando essas medicações orais são ineficientes, injeções intravenosas podem ser realizadas. Dito isso, a neve visual parece não ter relação com TPPA ou enxaquecas, e tratamento de um desses pode não afetar a neve visual.
No momento a efetividade dessas ações médicas e farmacêuticas parece ser inefetiva e baseada apenas em evidência anedótica. Além de ações farmacêuticas, aconselhamento e intervenções de comportamento cognitivo que focam em ajudar o paciente a conviver com a condição são de grande importância. Culturas ancientes já escreveram sobre a condição, mas neve visual permanece um assunto pouco conhecido pela medicina ocidental.